# Joe & Joey Records
Joe & Joey Records - fikcyjna wytwórnia muzyczna należąca do Violent J'a oraz Shaggy 2 Dope'a z Insane Clown Posse.
Wytwórnia została założona w 1999 roku na potrzeby nowo powstałej grupy Psychopathic Rydas.

Założenie fikcyjnej wytwórni miało na celu ominięcie problemów z legalnością nagrań wydawanych przez Psychopathic Rydas, ze względu na fakt iż każda z ich płyt została nagrana na beatach znanych raperów bez ich zgody i pozwolenia, łamiąc tym samym cały szereg obowiązujących przepisów dotyczących prawach autorskich.
Założenie nieistniejącej wytwórni pozwoliło ominąć tę kwestię, zapewniając tym samym bezpieczeństwo w razie gdyby któryś z okradzionych artystów chciał podać ICP do sądu (wtedy wystarczyło by zamknąć wytwórnie "Joe & Joey", nic przy tym nie tracąc).

## Dyskografia

### LP
- Psychopathic Rydas - Dumpin' (2000)
- Psychopathic Rydas - Ryden Dirtay (2001)
- Psychopathic Rydas - Check Your Shit In Bitch! (2004)
- Psychopathic Rydas - Duk Da Fuk Down (2007)
- Psychopathic Rydas - EatShitNDie! (2011)

### Single/EP
- Psychopathic Rydas - Limited Edition EP (2004)
- Psychopathic Rydas - A Ryda Holiday (singiel) (2007)
- Psychopathic Rydas - Backdoor Ryda EP (2011)

### Kompilacje
- Psychopathics From Outer Space (2000)